# Hans-Joachim Queisser
Hans-Joachim Queisser, né le 6 juillet 1931 à Berlin et mort le 27 juin 2025, est un physicien du solide allemand. Il est connu pour avoir co-écrit les travaux de 1961 sur les cellules solaires qui détaillaient ce qui est aujourd'hui connu sous le nom de limite de Shockley-Queisser, qui est maintenant considérée comme la contribution clé dans ce domaine.